# Betty Bennett
Betty Bennett Lowe (Lincoln (Nebraska), 23 oktober 1921 – San Diego, 7 april 2020) was een Amerikaans jazzzangeres.

## Loopbaan
Betty Bennett groeide op in Hamburg (Iowa) en had pianoles van haar moeder. Later studeerde ze piano en zang aan Drake University en streefde ze een loopbaan als operazangeres na. Het werd echter jazz. 
In 1943 zong ze in het orkest van Georgie Auld en daarna in andere groepen. In 1945 had ze een radioshow, WAVES on Parade, dat gericht was op soldaten (voor de United Service Organizations). Na de oorlog speelde ze kort in het orkest van Claude Thornhill. Hier speelde ook de bassist Iggy Shevak, haar eerste echtgenoot, en toen deze naar Alvino Rey's orkest ging, ging ze mee (1947-1949). Hierna zong ze bij Stan Kenton (1949) en Charlie Ventura (1949/50). In 1950/51 zong ze solo in San Francisco. In die jaren werkte ze tevens bij Woody Herman (1950) en Charlie Barnet (1952). In 1955 nam ze een album onder eigen naam op, Nobody Else But me, verschenen op Atlantic. Aan de plaat werkte Shorty Rogers mee, maar ook haar tweede echtegenoot, André Previn: beiden zorgden voor arrangementen. Na een periode bij Benny Goodman trok ze zich in 1958 langzaam terug uit de muziek. In 1959 verscheen nog wel een album voor United Artists Records, I Love to Sing. In de jaren zestig scheidde ze van Previn. Ze trok in 1963 naar Londen waar ze in de jaren 1964-1966 regelmatig optrad in Ronnie Scott’s Jazz Club. 
Ze trouwde met de gitarist Mundell Lowe (1922-2017) en trad met hem op in Amerika en Europa. In 1990 kwam ze met een 'comeback'-album, uitgekomen op Fresh Sound.
Betty Bennett overleed in 2020 op 98-jarige leeftijd in haar huis in de wijk Tierrasanta in San Diego.